# Amerila castanea
Amerila castanea là một loài bướm đêm thuộc phân họ Arctiinae, họ Erebidae.